# Nintendo World Championships 1990
Nintendo World Championships 1990 ist eines der seltensten Spiele für die Nintendo-Spielkonsole NES und war ein von Nintendo 1990 abgehaltener Wettbewerb, der an den Film Joy Stick Heroes angelehnt war.

## Inhalt
Das Steckmodul enthält Versionen der Spiele Super Mario Bros. und Rad Racer sowie der NES-Version von Tetris. Das Ziel war es beim Wettbewerb, innerhalb von 6:21 Minuten so viele Punkte wie möglich zu machen. Beim ersten Spiel, einer modifizierten Version von Mario Bros. mit 99 Leben, musste der Spieler 50 Münzen sammeln. Danach folgte Rad Racer, wobei der Spieler eine eigens für dieses Modul entwickelte Strecke ohne Zeitbeschränkung durchfahren musste. Zuletzt startete ein Tetris-Endlosspiel, bei dem nach den üblichen Tetris-Regeln ein vorzeitiges Spielende möglich war. Zwischen den Spielen wird jeweils 20 Sekunden lang ein Bildschirm eingeblendet, der das nächste Spiel ankündigt.
Wenn die Gesamtspielzeit erreicht ist, werden die Punkte aus Super Mario Bros. zu den zehnfachen Punkten aus Rad Racer und den 25-fachen Punkten aus Tetris addiert, um den Endpunktestand zu ermitteln.
Die Verwendung der am Modul angebrachten DIP-Schalter ermöglicht es, die Spielzeit in mehreren Schritten von fünf Minuten bis neun Minuten und 42 Sekunden zu verändern.

## PowerFest 1990
Das PowerFest war in drei Altersgruppen (11-, 12–17, 18+ Jahre) eingeteilt, in denen neben den Modulen für die jeweils 30 Finalisten auch drei Preise für die besten Spieler vergeben wurden. Die meisten Spieler versuchten, schnellstmöglich zu Tetris zu gelangen und dort möglichst viele Punkte zu erreichen. Manche Spieler wendeten hingegen einen Trick bei Super Mario Bros. an, um dort an viele Punkte zu gelangen. Durchschnittsspieler erreichten zwischen 300.000 und 500.000 Punkte, während Spieler mit dem Trick mehr Punkte erreichten. Trotzdem wurde das PowerFest von Spielern gewonnen, die möglichst schnell zu Tetris gelangten.
Wer eine bestimmte Anzahl von Punkten erreichte, qualifizierte sich für das Viertelfinale. Die dortigen Gewinner wurden zum Halbfinale eingeladen. Dort traten sieben Spieler in jeder Altersgruppe gegeneinander an, wobei dort der beste Spieler zum Finale eingeladen wurde.
Ein Kritikpunkt war, dass die Spieler in mehreren Wettbewerben teilnehmen konnten. Die Wettbewerbe fanden in mehreren Städten statt und in jeder Stadt konnten Spieler teilnehmen, unabhängig davon, ob sie bereits in einer anderen Stadt teilgenommen hatten. Der zweite Kritikpunkt war, dass die Spieler stehend teilnehmen mussten.
Die Namen von 21 der 90 Finalisten sind überliefert. Ursprünglich war geplant, dass das Finale in den Universal Studios Florida stattfinden sollte, doch der Ort wurde kurzfristig auf die Hollywood Universal Studios verlegt. Im September und Oktober 1990 schickte Nintendo Briefe an die Finalisten, in denen dies mitgeteilt wurde. Das Finale selbst fand im Dezember 1990 statt. Jeder Finalist erhielt ein Exemplar der Cartridge sowie ein Exemplar des „Nintendo World Championship Insider's Guide“ und ein Bestellformular für einen Nintendo-World-Championships-Flicken und eine Plüschfigur von Mario oder Luigi.
Jeff Hansen (11-), Thor Aackerlund (12–17) und Bo Whiteman (18+) gewannen das Finale des Nintendo PowerFest 1990.
Für das Jahr 2015 plante Nintendo die Durchführung eines Nachfolgewettbewerbs, die Nintendo World Championships 2015.

## Rarität
Die Steckmodule wurde in einer Auflage von 116 Exemplaren hergestellt, die nicht im Handel erhältlich waren. Sie wurden nur an Personen ausgegeben, die im Rahmen des Nintendo PowerFest 1990 oder bei einem Wettbewerb von Nintendo Power herausragende Leistungen zeigten. 90 graue Exemplare wurden an die Finalisten des PowerFest vergeben, während 25 silberne Exemplare als zweite Preise und ein goldenes Exemplar als erster Preis beim Wettbewerb von Nintendo Power vergeben wurden.
In Privatauktionen wurden mehr als 400 US-Dollar für die Module bezahlt. Bei einer eBay-Auktion wurde im November 2007 ein Modul mit einem Sofortkaufpreis von 12.000 US-Dollar eingestellt und verkauft. Eine myebid-Auktion, bei der ein Vater die 24 Spiele seines im Irak verstorbenen Sohnes mit einem Startgebot von 24 US-Dollar verkaufte, darunter auch ein NWC-Modul, erzielte 21.400 US-Dollar. Im Januar 2014 wurde bei einer eBay-Auktion ein Modul beinahe für den Rekordpreis von 99.902 US-Dollar versteigert. Nach Auktionsschluss zog der Höchstbietende sein Angebot zurück, woraufhin der Anbieter nun auf der Suche nach ernsthaften Interessenten ist.
Das SNES-Modul Nintendo PowerFest 1994 ist noch seltener, da von diesem nur noch zwei der ursprünglichen 32 Exemplare erhalten sind.
Verschiedene Händler bieten ohne offizielle Lizenz die Herstellung sogenannter Repro-Module an, die jedoch keinen Sammlerwert besitzen und darüber hinaus Urheberrechtsverletzungen darstellen.